# Jan Židlický
Jan Židlický (* 1949 Praha) je farář církve československé husitské.

## Život
Jan Židlický se narodil v Praze v roce 1949. Vystudoval Husovu československou bohosloveckou fakultu. Prvním působištěm byla fara Církve československé husitské (CČSH) v Hostomicích pod Brdy. Pastorační činnost Jana Židlického však byla záhy[kdy?] ukončena zásahem Státní bezpečnosti. Z politických důvodů tak následovaly práce v kotelně, na hřbitově, v továrně či ve výměníkové stanici. Odbornější činnosti se mohl věnovat až v 80. letech, kdy se stal zaměstnancem Okresního muzea Orlických hor. Po revoluci v roce 1989 mu byla svěřena funkce vedoucího kulturního oddělení Okresního úřadu v Rychnově nad Kněžnou. Od roku 2000 je Jan Židlický farářem CČSH v kostele sv. Jana Křtitele na Prádle v Praze.